# Coupe d'Afrique des vainqueurs de coupe de football 1986
Navigation
Édition précédente Édition suivante
La Coupe d'Afrique des vainqueurs de coupe de football 1986 est la douzième édition de la Coupe d'Afrique des vainqueurs de coupe. 
Cette compétition qui oppose les vainqueurs des Coupes nationales voit à nouveau le sacre du double tenant du titre, le club d'Al Ahly SC d'Égypte, dans une finale qui se joue en deux matchs face aux Gabonais de l'AS Sogara. Il s'agit du troisième titre pour Al Ahly dans cette compétition et du cinquième succès consécutif pour un club égyptien. De plus, Al Ahly devient le seul club à remporter trois fois de suite la compétition.

## Tour préliminaire
| Équipe 1                      | Résultat | Équipe 2                  | Aller | Retour |
| ----------------------------- | -------- | ------------------------- | ----- | ------ |
| Mbabane Highlanders           | 5 - 4    | Kiyovu Sports Association | 4 - 2 | 1 - 2  |
| Kamboi Eagles FC              | -        | ASC Police forfait        | -     | -      |
| Starlight Banjul              | 4 - 2    | Sport Bissau e Benfica    | 3 - 1 | 1 - 1  |
| Al Merreikh Omdurman          | 1 - 2    | AS Tempête Mocaf          | 1 - 1 | 0 - 1  |
| CD Elá Nguema                 | 1 - 3    | ASF Bobo-Dioulasso        | 0 - 0 | 1 - 3  |
| Lesotho Paramilitary Force FC | 2 - 3    | Fortior Mahajanga         | 0 - 0 | 2 - 3  |
| Vital’O FC                    | 2e - 2   | FC Petroleum              | 1 - 0 | 1 - 2  |

## Premier tour
| Équipe 1                             | Résultat      | Équipe 2                     | Aller | Retour |
| ------------------------------------ | ------------- | ---------------------------- | ----- | ------ |
| 'Al Ahly SCT'                        | 2 - 1         | Express FC                   | 2 - 0 | 0 - 1  |
| AS Kaloum Star                       | 1 - 2         | Difaa El Jadida              | 1 - 0 | 0 - 2  |
| AS Sogara                            | 3 - 1         | Sekondi Hasaacas             | 3 - 0 | 0 - 1  |
| AS Tempête Mocaf                     | 2 - 3         | Ismaily SC                   | 2 - 0 | 0 - 3  |
| disqualifié AS Dragons FC de l'Ouémé | -             | Abiola Babes disqualifié     | 2 - 0 | -      |
| Ferroviario Huila                    | 1 - 3         | AS Kalamu                    | 1 - 3 | 0 - 0  |
| Foadan FC                            | 4 - 2         | Sporting Club de Gagnoa      | 3 - 0 | 1 - 2  |
| ASF Bobo-Dioulasso                   | 2 - 5         | Al Ahly Tripoli              | 1 - 0 | 1 - 5  |
| Fortior Mahajanga                    | 2 - 3         | Miembeni SC                  | 2 - 2 | 0 - 1  |
| Mbabane Highlanders                  | 3e - 3        | Eritrea Shoe Factory         | 1 - 1 | 2 - 2  |
| Highlanders FC                       | 1 - 5         | Power Dynamos FC             | 1 - 3 | 0 - 2  |
| MP Oran                              | -             | Kamboi Eagles FC disqualifié | -     | -      |
| Vital’O FC                           | 1 - 2         | AFC Leopards                 | 1 - 1 | 0 - 1  |
| Mighty Barrolle                      | 2 - 1         | Union Douala                 | 0 - 0 | 2 - 1  |
| Starlight Banjul                     | 2 - 2 3-4 tab | ASC Diaraf                   | 1 - 1 | 1 - 1  |
| CS Hammam Lif                        | exempt        |                              | -     | -      |

## Huitièmes de finale
| Équipe 1            | Résultat | Équipe 2                    | Aller | Retour |
| ------------------- | -------- | --------------------------- | ----- | ------ |
| AFC Leopards        | 2 - 4    | AS Kalamu                   | 1 - 1 | 1 - 3  |
| Difaa El Jadida     | -        | Al Ahly Tripoli disqualifié | -     | -      |
| ASC Diaraf          | 2 - 2e   | CS Hammam Lif               | 2 - 1 | 0 - 1  |
| Ismaily SC          | 1 - 0    | MP Oran                     | 1 - 0 | 0 - 0  |
| AS Sogara           | exempt   |                             | -     | -      |
| Miembeni SC         | 1 - 5    | Power Dynamos FC            | 1 - 1 | 0 - 5  |
| Mighty Barrolle     | 3 - 4    | Foadan FC                   | 3 - 2 | 0 - 2  |
| Mbabane Highlanders | 0 - 8    | Al Ahly SC'T'               | 0 - 5 | 0 - 3  |

## Quarts de finale
| Équipe 1        | Résultat      | Équipe 2         | Aller | Retour |
| --------------- | ------------- | ---------------- | ----- | ------ |
| Difaa El Jadida | 0 - 0 3-4 tab | CS Hammam Lif    | 0 - 0 | 0 - 0  |
| 'Al Ahly SCT'   | 2 - 1         | Power Dynamos FC | 2 - 0 | 0 - 1  |
| AS Kalamu       | 2 - 3         | Ismaily SC       | 2 - 0 | 0 - 3  |
| AS Sogara       | 5 - 2         | Foadan FC        | 3 - 1 | 2 - 1  |

## Demi-finales
| Équipe 1      | Résultat | Équipe 2   | Aller | Retour |
| ------------- | -------- | ---------- | ----- | ------ |
| CS Hammam Lif | 0 - 3    | AS Sogara  | 0 - 0 | 0 - 3  |
| 'Al Ahly SCT' | 1e - 1   | Ismaily SC | 0 - 0 | 1 - 1  |

## Finale
| Équipe 1      | Résultat | Équipe 2  | Aller | Retour |
| ------------- | -------- | --------- | ----- | ------ |
| 'Al Ahly SCT' | 3 - 2    | AS Sogara | 3 - 0 | 0 - 2  |

## Vainqueur
| Coupe d'Afrique des vainqueurs de coupe Vainqueur 1986 |
| ------------------------------------------------------ |
| Al Ahly SC Troisième titre                             |